# Adolf Wiklund
Répertoire
symphonies, musique de chambre
Adolf Wiklund (né le 5 juin 1879 à Långserud dans le comté de Värmland – mort le 2 avril 1950 à Stockholm) est un compositeur et chef d'orchestre suédois.

## Biographie
Adolf Wiklund était un compositeur suédois dans le style romantique du XXe siècle. Si ses compositions sont populaires en Suède et font partie du patrimoine, notamment ses trois pièces pour piano et orchestre, compte tenu de plus de soixante-dix œuvres diverses, elles sont moins connues au niveau international. Sa musique suave, mélodieuse s'apparente et rappelle celle de Sergueï Bortkiewicz (1877-1952) dans la structure avec des thèmes nordiques se rapprochant de Edvard Grieg (1843-1907). Passionné pour la musique, à douze ans Adolf Wiklund s'initie au piano et à la composition, stimulé par les encouragements de son frère aîné Victor. Il remporta un franc succès avec sa Romance pour violon et piano. Comme son père, il était organiste et fut en 1901 professeur de musique à Stockholm avant de se consacrer plus tard à la direction d'orchestre à l'Opéra Royal de Suède vers 1923. Auparavant, il avait excellé en tant que soliste (piano) où il put se faire remarquer dans ses débuts, interprétant également à l'époque son premier opus : Morceau de Concert pour piano et orchestre en ut majeur. Il le joua grâce au concours de son professeur de piano, Richard Andersson (ancien élève de Clara Schumann), avec l'actuel Orchestre philharmonique royal de Stockholm (antérieurement l'orchestre du Konsertföreningen), sous la baguette de Tor Aulin (1866-1914) violoniste, chef d'orchestre et compositeur suédois.

## Discographie
- Concertos pour piano et orchestre no 1, op. 10 et no 2, op. 17 ; Poème symphonique « Nuit d'été et Lever de soleil » (Summer Night & Sunrise) op. 19 : Ingemar Edgren (piano no 1) - Greta Erikson (piano no 2) et Göteborg Symphony Orchestra, Stig Westerberg (piano no 2) et Jorma Panula (piano no 1 et poème symphonique)  (directions d'orchestres) : 1 CD Caprice Records 1988 - CAP21363

- Concertos pour piano et orchestre no 1, op. 10 et no 2, op.17 ; Morceau de concert pour piano et orchestre, op. 1 : Martin Sturfält (piano) et Helsingborg Symphony Orchestra, Andrew Manze (direction d'orchestre) : 1 CD Hyperion 2012 - CDA67828 (Collection « Le Concerto romantique pour piano », Vol. 57)

- Musique pour piano intégrale : Trois pièces, op. 3 ; Trois intermezzos, op. 8 ; Quatre morceaux lyriques, op. 14 ; Stamningar, op. 15 (six pièces) ; Allegro con fuoco ; Fran mitt fonster (De ma fenêtre - six pièces) et Scherzo en fa mineur : Rolf Lindblom (piano) : 1 CD Proprius 1995 - PRCD9092

## Œuvres
- Morceau de concert pour piano et orchestre en ut majeur, op. 1 (1902)

- Trois pièces pour piano, op. 3

- Trois intermezzos pour piano, op. 8

- Concerto pour piano et orchestre no 1 en mi mineur op. 10 (1906-07/révisé 1935)

- Quatre morceaux lyriques pour piano, op. 14

- Stamningar, op. 15 (six pièces pour piano)

- Concerto pour piano et orchestre no 2 en si mineur op.17 (1916-17)

- Poème symphonique Sommarnatt och soluppgång (Nuit d'été & Lever de soleil) op.19 (1918)

- Symphonie op. 20 (1922)

- Allegro con fuoco pour piano

- Fran mitt fonster (De ma fenêtre - six pièces pour piano)

- Romance pour violon et piano
- Scherzo pour piano en fa mineur

- Sonate pour violon